# Natalie Greffel
Natalie Greffel (* um 1990 in Mosambik) ist eine mosambikanisch-dänische Sängerin, Instrumentalistin, Komponistin und Arrangeurin.

## Leben und Wirken
Greffel verbrachte den größten Teil ihrer Kindheit in Dänemark. Ihr Einstieg in die Musik begann zufällig, nachdem ihr Vater von einem Lottogewinn ihr ein Keyboard für Kinder kaufte. Bei der Freundin ihrer Schwester erhielt sie ersten Klavierunterricht.
Greffel zog 2010 nach Berlin, um am dortigen Jazz-Institut zu studieren. Seitdem arbeitete sie von Berlin aus mit verschiedenen Gruppen wie Radio Citizen, Onom Agemo und den Disco Jumpers, Kelvin Sholar, Karl Hector und den Malcouns sowie Natedal zusammen – als Sängerin, Songwriterin und auch als Bassistin. Seit 2017 beschäftigte sie sich mit der kulturellen Verbindung zwischen Mosambik und Brasilien und der zerrissenen Geschichte der afrikanischen Diaspora mit der Música Popular Brasileira. 2020 legte sie ihr Soloalbum Para Todos bei Agogo Records vor, das sie 2020 u. a. in einem ausverkauften Konzert auf dem Resonanzen-Festival Saarbrücken sowie bei den Leipziger Jazztagen und 2022 auf der Jazzahead vorstellte.
Greffel errang 2018 beim Sparda Jazz Award den zweiten Platz. Als Vokalistin erhielt sie den Deutschen Jazzpreis 2023.